# Faysal El Idrissi
Mustapha Faysal El Idrissi (* 16. November 1977 in Lille) ist ein ehemaliger französisch-marokkanischer Fußballspieler.

## Karriere
Den aus der Jugend des OSC Lille stammenden Faysal El Idrissi führte seine sportliche Laufbahn zunächst zum belgischen Vertreter Excelsior Mouscron. Es folgten Stationen beim CD Santa Clara in Portugal sowie dem niederländischen Verein FC Groningen.
Er spielte unter anderem in Deutschland für die beiden saarländischen Vereine 1. FC Saarbrücken und SV 07 Elversberg. Überdies schloss er sich im Laufe der Jahre einer Vielzahl weiterer europäischer Mannschaften an. Im Sommer 2012 beendete er seine aktive Karriere.

## Sonstiges
Im Oktober 2012 wurde er in Dubai wegen eines Überfalls auf eine Wechselstube verhaftet. 